# White Sands Missile Range

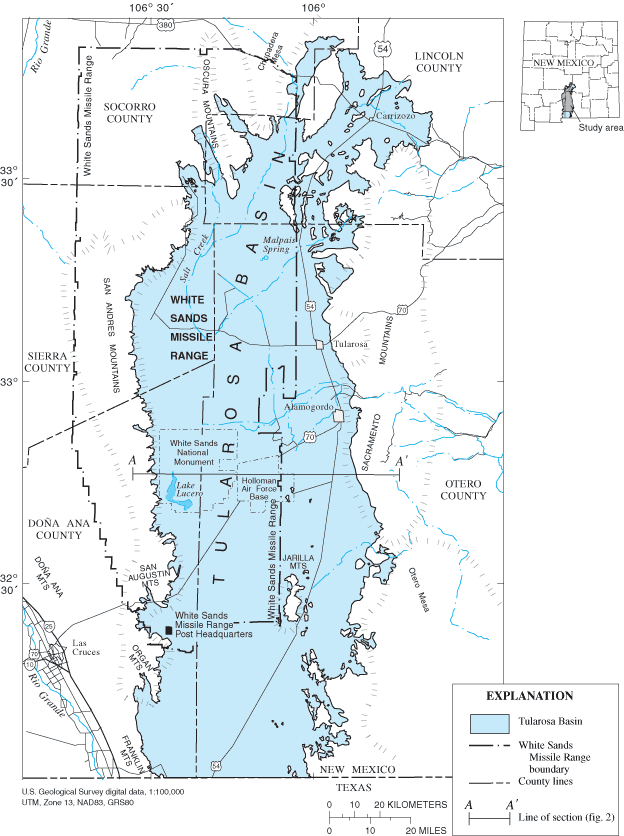
Karta över White Sands Missile Range år 2004.

White Sands Missile Range (WSMR), tidigare New Mexico Joint Guided Missile Test Range, är ett 8 300–10 360 kvadratkilometer (km2) stort sekretessbelagt skjutfält som ligger delvis i Doña Ana County, Lincoln County, Otero County, Sierra County och Socorro County i New Mexico i USA, mellan städerna Las Cruces i väst och Alamogordo i öst. Det är världens näst största och USA:s största skjutfält. Den är främst till för att genomföra olika tester av olika vapensystem som används av USA:s armé, USA:s flotta och USA:s flygvapen. Andra federala myndigheter och den amerikanska rymdstyrelsen Nasa är också aktiva där.
På skjutfältet finns det även nationalparken White Sands nationalpark; militära flygplatsen Holloman Air Force Base och Nasas White Sands Test Facility, testanläggning för raketmotorer och andra saker som behövs vid rymdfärder samt deras rymdbas White Sands Space Harbor. Landsvägen U.S. Route 70, som tillhör United States Numbered Highways, går rakt igenom de södra delarna av WSMR och förbi Holloman och nationalparken. När skjutfältet är aktivt så stängs landsvägen av, det händer då och då och varje testtillfälle pågår upp till tre timmar. Längst ner i sydväst på skjutfältet ligger ett census-designated place (CDP) med namnet White Sands och hade år 2018 en befolkning på 1 137 invånare. Direkt söder och sydost om skjutfältet ligger det andra militära områden som används av militära anläggningen Fort Bliss i El Paso i Texas.

## Historik
Skjutfältet har sitt ursprung från när skjutfälten Alamogordo Bombing and Gunnery Range (ABGR) och White Sands Proving Ground (WSPG) inrättades i maj 1942 respektive den 7 juli 1945. ABGR var träningsplats för besättningar som kom från hela USA för att träna på att flyga bombflygplan och släppa flygbomber. WSPG grundlades av USA:s armés logistikgren United States Army Ordnance Department (idag United States Army Ordnance Corps) bara nio dagar innan historiens första kärnvapentest Trinitytestet skulle påbörjas. 1946 hade man uppfört konstruktioner på WSPG som klarade av att skjuta iväg tyska V2-raketer, man hade under andra världskriget lyckats tillfångata bland annat Nazitysklands ledande raketforskare Wernher von Braun och kommit över fler än 100 raketer. von Braun och raketerna fördes omgående till New Mexico, för vidare utveckling av just raketerna. 1947 blev ABGR och WSPG hopslagna med varandra och fick namnet New Mexico Joint Guided Missile Test Range. I maj 1958 fick den sitt nuvarande namn. 1963 började Nasa etablera sig på WSMR när de uppförde testanläggning och senare en rymdbas. Rymdbasen har använts en gång i skarpt läge, det var den 30 mars 1982 när rymdfärjan Columbia, för rymduppdraget STS-3, landade på rymdbasens landningsbana med hemkomna rymdfarare.

## Galleri

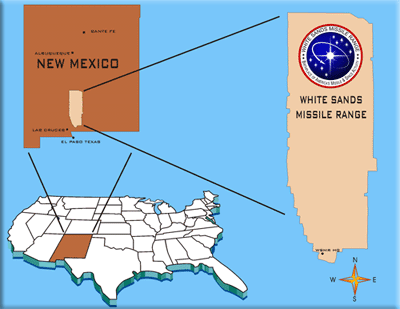
Vart WSMR är placerad i New Mexico.
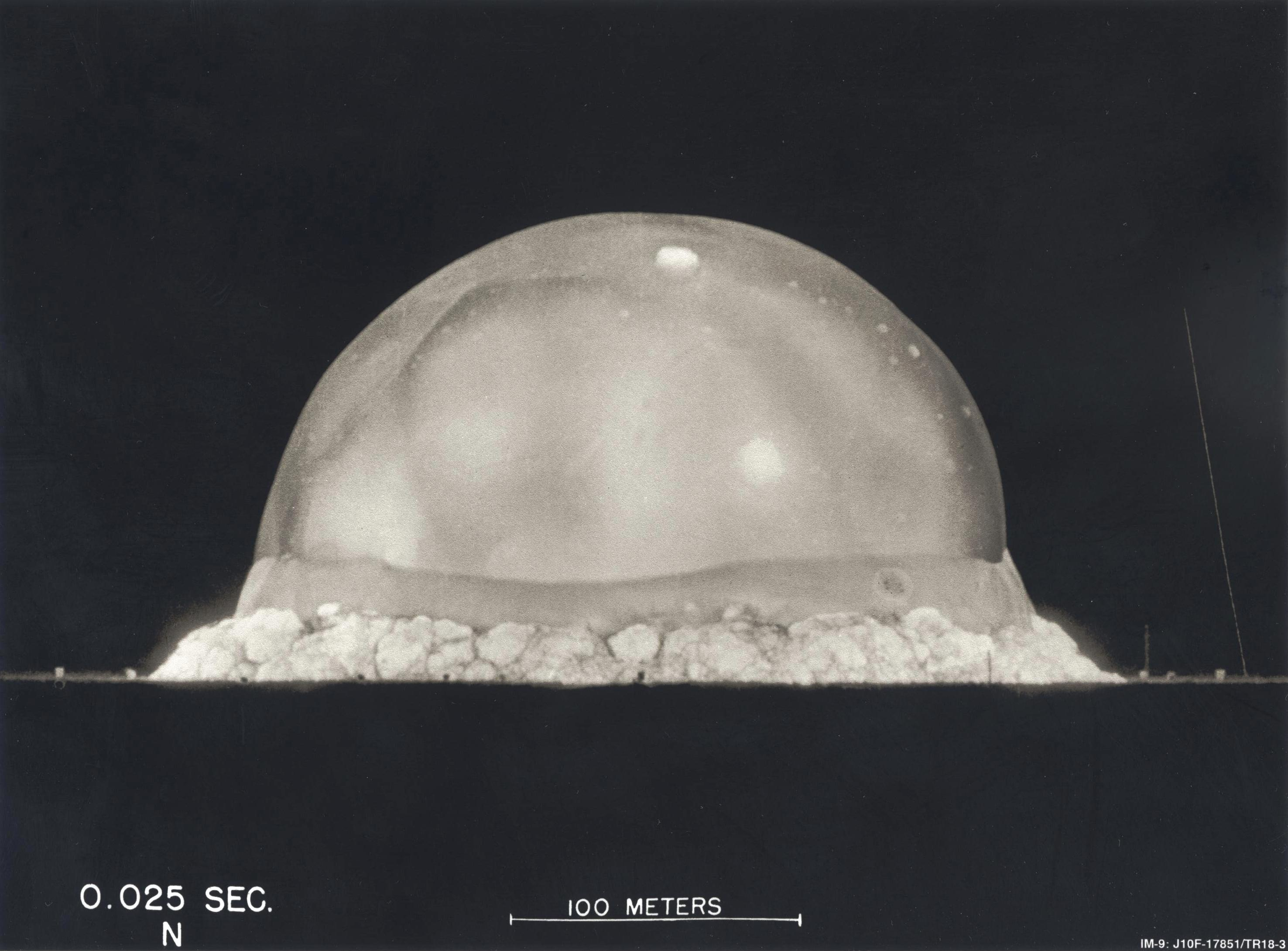
25 millisekunder efter att Trinitytestet påbörjats 1945.
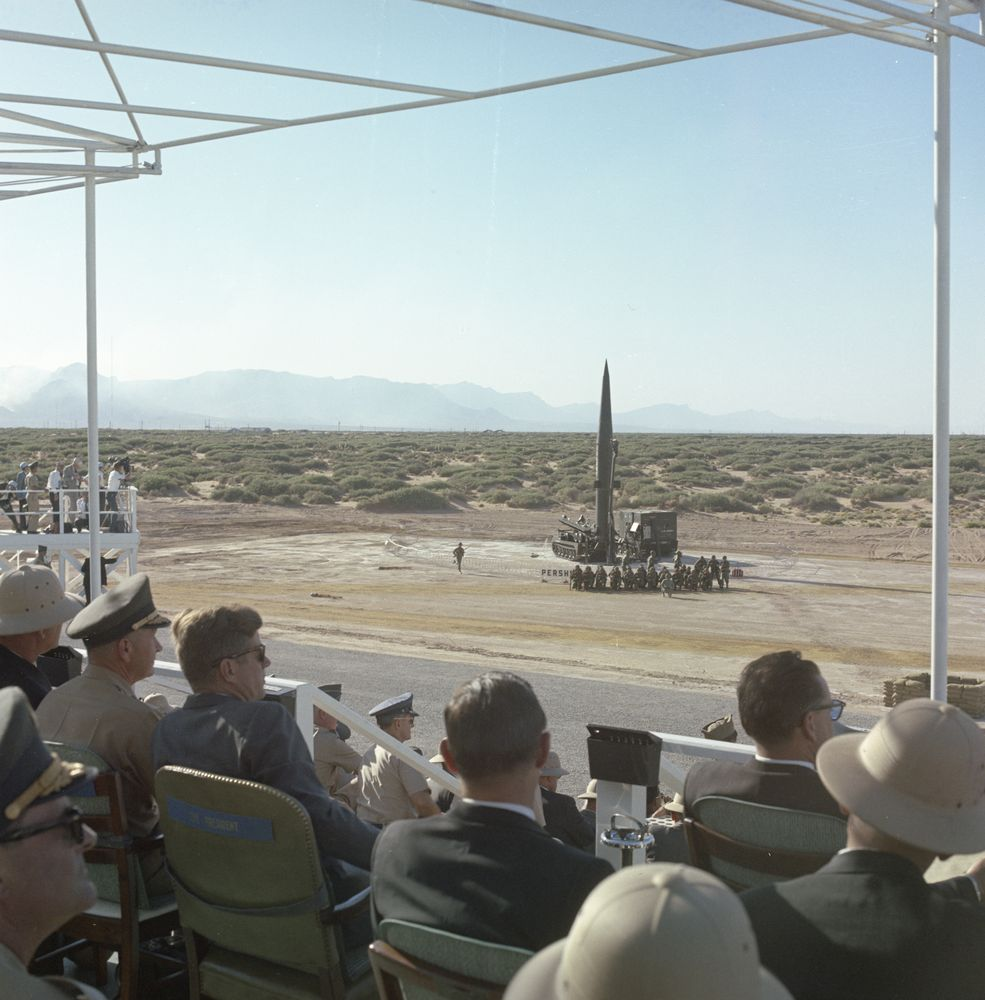
Förberedelse av vapentest av en Pershing I-robot på WSMR den 5 juni 1963. USA:s 35:e president John F. Kennedy (D) sitter höger om en uniformerad militär och har på sig solglasögon. Vänster om militären sitter USA:s 37:e vicepresident Lyndon B. Johnson med en tropikhjälm på huvudet. Militären som är "bakom" Kennedy är USA:s arméstabschef Earle Wheeler.
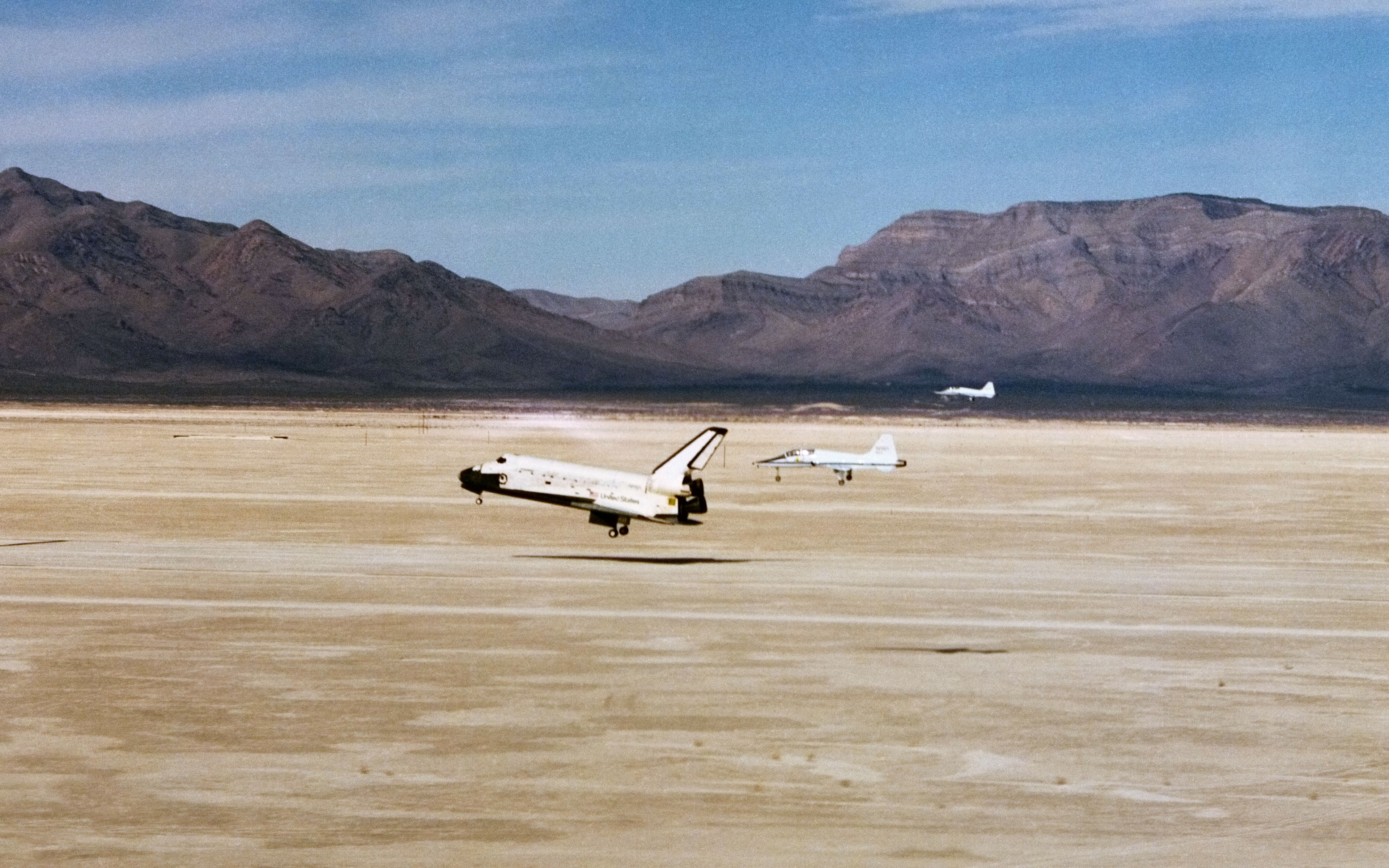
Rymdfärjan Columbia, som användes för rymduppdraget STS-3, landar vid Nasas White Sands Space Harbor på WSMR den 30 mars 1982.
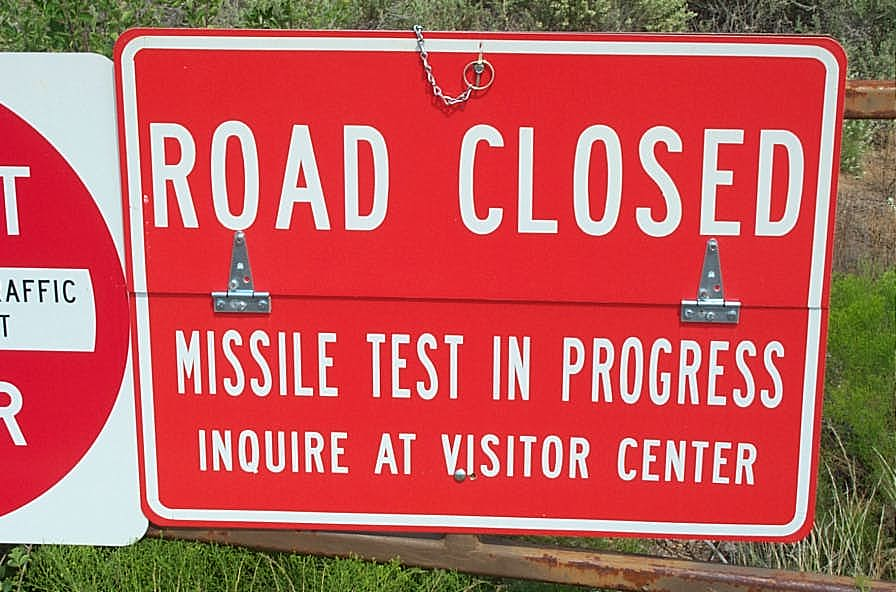
Skylt för avstängd U.S. Route 70 under pågående vapentestning.